# Peter de Lacy
Pour les articles homonymes, voir Lacy.
Le comte Peter de Lacy (1678-1751), en irlandais Peadar de Lása, en russe : Пётр Петрович Ласси, Piotr Petrovitch Lassi, est un général de la Russie impériale au XVIIIe siècle. Au cours d'une très longue carrière militaire qui dure un demi-siècle, il participe à 31 campagnes, 18 combats et 18 sièges. Il est nommé gouverneur de Riga, en Livonie, et honoré du titre de comte.
Son fils Francis Maurice de Lacy entre au service de l'Autriche en 1743 et devient un des principaux commandants de l'Empire autrichien au XVIIIe siècle.

## Ses origines

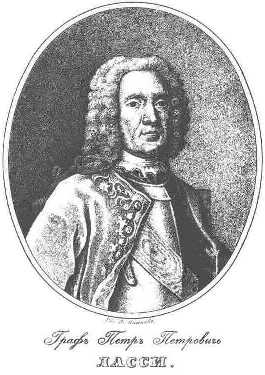
Peter de Lacy

Peter Lacy est né le 29 septembre 1678 à Killeady près de Limerick dans une noble famille irlandaise d'origine normande, provenant de Lassy, dans le Calvados. À l'âge de 13 ans, pendant la guerre en Irlande, il participa à la défense de Limerick pour Jacques II et contre Guillaume d'Orange avec le grade de lieutenant. Suivant l'envol des « Oies sauvages », il suivit son père et son frère dans la Brigade irlandaise en France. Après les avoir perdus lorsqu'ils combattaient pour Louis XIV en Italie, Peter chercha fortune ailleurs. Il passa d'abord deux ans au service de l'armée autrichienne, puis il suivit son commandant, Charles Eugène de Croy, qui passa au service de l'armée russe en 1697.

## Service dePierre le Grand
Sa première participation dans l'armée russe fut une défaite désastreuse à Narva, dans laquelle il commandait une unité de mousquetaires. Il fut ensuite blessé à deux reprises durant la Grande guerre du Nord, ce qui lui permit d'obtenir le grade de colonel, en 1706. L'année suivante, il dirigeait une brigade à Poltava, où il se distingua. Sa notoriété de soldat commença ce jour-là. Puis il y eut le siège de Riga. Lacy fut le premier officier russe à entrer dans la capitale de la Livonie et il devint ensuite le premier châtelain russe du Château de Riga. 
En 1719, Lacy débarqua avec 5 000 soldats d'infanterie et 370 cavaliers près de Umeå, en Suède, où son armée dévasta une douzaine de fonderies et un certain nombre d'usines. Promu général, il entra au Collège militaire en 1723. Trois ans plus tard, Lacy fut nommé commandant des forces russes cantonnées en Livonie. En 1729 il fut nommé gouverneur de Riga. Ces postes lui permirent de côtoyer la duchesse de Courlande, qui fut plus tard l'impératrice de Russie Anne.

## Service de l'impératrice AnneIrede Russie
La guerre de Succession de Pologne l'obligea à revenir sur le terrain. En 1733, Lacy et Munnich obligèrent le roi de Pologne Stanislas Leszczyński, à fuir de Varsovie à Gdansk, où il fut assiégé en 1734. Puis il reçut l'ordre de marcher vers le Rhin pour joindre ses 13 500 hommes aux forces d'Eugène de Savoie. Son armée s'avança en Allemagne et, après avoir rencontré les Autrichiens le 16 août, elle retourna en Moravie pour ses quartiers d'hiver avec une grande discipline. 
Lacy fut nommé maréchal à l'occasion de la guerre russo-turque de 1737-1739, où ses succès dépassèrent les prévisions avec la prise de la citadelle d'Azov, deux victoires successives contre une armée de Crimée de 15 000 hommes, qui lui était opposée, enfin la prise de la forteresse de Çufut Qale, près de Bakhtchyssaraï, la capitale du khanat. 
La paix rétablie, Lacy reprit son poste de gouverneur de Riga, l'empereur Charles VI lui conférant le titre de comte. Son indifférence à la politique lui permit d'éviter la chute à la suite de la mort de l'impératrice Anne, alors que d'autres commandants étrangers tombèrent en disgrâce et furent chassés du service actif.

## Service de l'impératriceÉlisabeth Ire de Russie
Lorsque la guerre contre la Suède éclata en 1741, il fut nommé commandant en chef devant les plus expérimentés des généraux russes. La guerre contre la Finlande lui permit d'obtenir sa dernière victoire à Vilmanstrand, en août 1741. L'année suivante, il prit Frederikshamn, Porvoo et Hämeenlinna, puis il encercla plus de 17 000 Suédois à Helsinki, ce qui amena la fin des hostilités. 
La guerre terminée, Lacy se retira à Riga, où il reprit le commandement des forces russes stationnées en Livonie. Il administra cette région, qui regroupait le nord de l'actuelle Lettonie et le sud de l'Estonie, jusqu'à sa mort le 19 avril 1751, à Riga.